# Tonikaparallel
En tonikaparallel er den akkord, der ligger en lille terts under tonikaen i dur, og omvendt en lille terts over i tonika i mol. Tonikaparallellen er kort sagt parallelakkorden til tonika, og har således det modsatte køn.
Tonikaparallelen i C-dur er eksempelvis A-mol.
I C-dur er akkordfølen C-Am forholdsvist hyppig. I sådanne tilfælde benævnes A-mol akkorden dog Tonikaafledning, forkortet Taf. A-mols tonikaafledning er F-dur i bevægelsen Am - F. Dvs. at afledningsbevægelserne altid går en skalaegen terts ned, mens parallelbevægelsen afhænger af tonekønnet på akkorden, som er udgangspunktet for bevægelsen).
Dur-akkordens tonikaparallel kan også bruges til at lave en skuffende kadence i progressionen G-Am. I sådanne tilfælde benævnes Am dog tonikastedfortræder, forkortet Tst eller T (altså et kursiv eller 'væltet' T). Mol-akkordens tonikastedfortræder er ikke dens tonikaparallel, men derimod akkorden på det lave sjette trin; i A-mol altså en F-dur akkord i forbindelsen E-F.
Parallelbegrebet bruges undertiden om alle ovenstående funktioner, men bør egentligt forbeholdes til at beskrive tonale frem for harmoniske relationer. I harmonisk regi er termen i og for sig kun brugbar, når der er en mere eller mindre udtalt modulation eller modulerende udsving til paralleltonearten. I andre tilfælde vil sjettetrinsakkorden som regel kunne beskrives som en afledning eller en stedfortræder.